# Lanark—Renfrew—Carleton
Pour les articles homonymes, voir Lanark (homonymie), Renfrew et Carleton.
Circonscription électorale fédérale du Canada
Lanark—Renfrew—Carleton (initialement connue sous le nom de Lanark et Renfrew) est une circonscription électorale fédérale de l'Ontario, représentée de 1968 à 1988.
La circonscription de Lanark et Renfrew apparut en 1966 avec des parties de Carleton, Lanark, Renfrew-Nord et Renfrew-Sud. Renommée Lanark—Renfrew—Carleton en 1970, la circonscription fut abolie en 1987 et incorporée à Lanark—Carleton et Renfrew.

## Géographie
En 1966, la circonscription de Lanark et Renfrew comprenait :
- Dans le comté de Carleton
  - Les cantons de Fiztroy, Huntley, March et Torbolton
- Dans le comté de Lanark
  - Les cantons de Beckwith, Darling, Drummond, Lanark, Pakenham et Ramsay
- Dans le comté de Renfrew
  - Les cantons d'Adamston, Bagot, Blythfield, Bromley, Horton, McNab, Ross et Westmeath

## Députés
| Législature                                                                              | Années                                                                                   | Député                                                                                   | Député                                                                                   | Parti                                                                                    |
| Lanark et Renfrew Circonscription issue de Carleton, Lanark, Renfrew-Nord et Renfrew-Sud | Lanark et Renfrew Circonscription issue de Carleton, Lanark, Renfrew-Nord et Renfrew-Sud | Lanark et Renfrew Circonscription issue de Carleton, Lanark, Renfrew-Nord et Renfrew-Sud | Lanark et Renfrew Circonscription issue de Carleton, Lanark, Renfrew-Nord et Renfrew-Sud | Lanark et Renfrew Circonscription issue de Carleton, Lanark, Renfrew-Nord et Renfrew-Sud |
| ---------------------------------------------------------------------------------------- | ---------------------------------------------------------------------------------------- | ---------------------------------------------------------------------------------------- | ---------------------------------------------------------------------------------------- | ---------------------------------------------------------------------------------------- |
| 28e                                                                                      | 1968–1970                                                                                |                                                                                          | Murray McBride                                                                           | Libéral                                                                                  |
| Lanark—Renfrew—Carleton                                                                  |                                                                                          |                                                                                          |                                                                                          |                                                                                          |
| 28e                                                                                      | 1970–1972                                                                                |                                                                                          | Murray McBride                                                                           | Libéral                                                                                  |
| 29e                                                                                      | 1972–1974                                                                                |                                                                                          | Paul Dick                                                                                | Progressiste-conservateur                                                                |
| 30e                                                                                      | 1974–1979                                                                                |                                                                                          | Paul Dick                                                                                | Progressiste-conservateur                                                                |
| 31e                                                                                      | 1979–1980                                                                                |                                                                                          | Paul Dick                                                                                | Progressiste-conservateur                                                                |
| 32e                                                                                      | 1980–1984                                                                                |                                                                                          | Paul Dick                                                                                | Progressiste-conservateur                                                                |
| 33e                                                                                      | 1984–1988                                                                                |                                                                                          | Paul Dick                                                                                | Progressiste-conservateur                                                                |
| Circonscription dissoute dans Lanark—Carleton et Renfrew                                 |                                                                                          |                                                                                          |                                                                                          |                                                                                          |